# Familia (Sophie Ellis-Bextor)
Familia è il sesto album in studio della cantautrice britannica Sophie Ellis-Bextor, pubblicato il 2 settembre 2016.

## Tracce
Testi e musiche di Sophie Ellis-Bextor e Ed Harcourt.
1. Wild Forever – 4:21
2. Death of Love – 4:20
3. Crystallise – 3:31
4. Hush Little Voices – 4:14
5. Here Comes the Rapture – 4:06
6. Come with Us – 3:54
7. Cassandra – 3:38
8. My Puppet Heart – 4:05
9. Unrequited – 4:32
10. The Saddest Happiness – 4:14
11. Don't Shy Away – 4:30